# Miguel Antônio Bahury
Miguel Antônio Bahury (São Luís, MA, 26 de dezembro de 1912 – São Paulo, SP, 3 de maio de 1963) foi um comerciante, industrial, jornalista e político brasileiro que foi deputado federal pelo Maranhão.

## Dados biográficos
Filho de Antônio João Bahury e Carmen Aboud Bahury. Exerceu as profissões de comerciante, industrial e jornalista estreando na política ao eleger-se deputado federal pelo Maranhão via PSD em 1958, mandato que foi renovado pelo PSP em 1962. Entre uma eleição e outra apresentou um requerimento à mesa da Câmara dos Deputados convocando o ministro da Justiça, Oscar Pedroso Horta, e o governador da Guanabara, Carlos Lacerda, para que estes explicassem afirmações segundo as quais o presidente Jânio Quadros preparava um golpe de estado. Substituído por um outro requerimento de José Maria Alkmin, o esforço de Bahury aconteceu em meio à crise que levou à renúncia do presidente em 25 de agosto de 1961.
Miguel Bahury faleceu nos primeiros meses da nova legislatura num acidente aéreo em São Paulo e em seu lugar foi efetivado Clodomir Millet.